# Padel

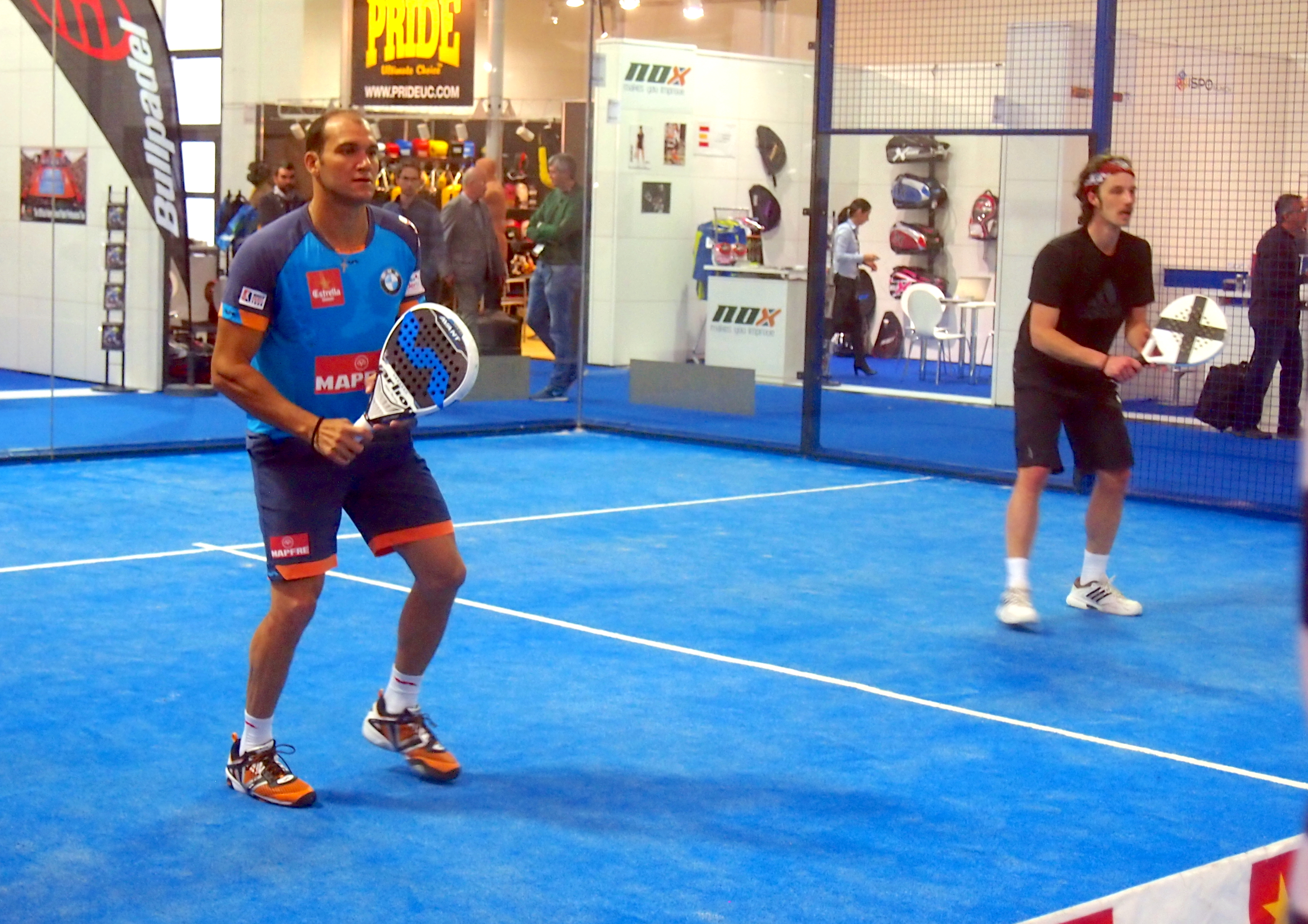
Padel auf der ISPO 2014

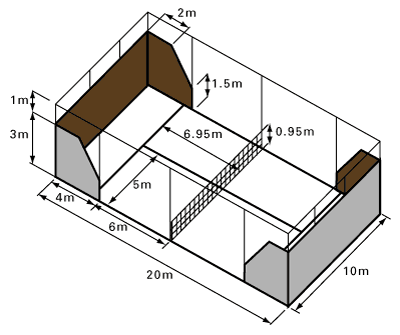
Abmessungen des Padel-Courts

Padel, selten auch als Padel-Tennis bezeichnet, ist ein vom Tennis abgeleitetes Rückschlagspiel.
Das in Spanien und Südamerika weit verbreitete Spiel Padel entwickelt sich auch in Deutschland, Österreich und der Schweiz zur Trend-Sportart. Es wird nur im Doppel gespielt. Der Deutsche Padel Verband (DPV) organisiert Meisterschaften.
Im Gegensatz zu Tennis sind die Felder kleiner und die Schläger sind ohne Bespannung und kürzer. Früher waren sie aus Holz, heute bestehen die Schläger mit wenigen Ausnahmen aus Kunststoff, der auch mit Kohlenstofffasern verstärkt sein kann. Die Spielfelder haben bis auf Ausnahmen die Spielfeldmarkierungen, die beim Tenniseinzelspiel Verwendung finden. Außerdem werden bei einigen Varianten die Wände der Spielbereichs- oder Spielfeldumrandung teilweise oder komplett den Regeln entsprechend mit einbezogen.
Ähnlich sind das ältere Paddle-Tennis, weitere Varianten in den USA, wie etwa die Ost- und Westküstenversion von Paddle-Tennis selbst, Platform-Tennis genannt. Weiterhin gibt es One-Wall und Four-Wall-Paddleball sowie eine Beach-Variante. Auch wenn der Einfluss von Tennis offensichtlich ist, gibt es auch Einflüsse von Spielen, die ihre Wurzeln in weitaus älteren Spielen haben, wie Jeu de Paume, Fronton oder im Baskenland Basque Pelota (Pelota Vasca).

## Name und Übersetzung
Die deutsche Übersetzung Padel-Tennis bezieht sich zuerst auf das ältere in den USA zu Beginn des 20. Jahrhunderts vom Episkopalpriester Frank Peer Beal in New York ins Leben gerufene Spiel Paddle-Tennis.
Der spanische Name Pádel des jüngeren und in der spanischsprachigen Welt populäreren Spiels ist die spanische Form des Wortes Paddle. Es wurde unter anderem auch zur besseren Unterscheidung zum in den USA gespielten Paddle-Tennis eingeführt. Des Weiteren werden Fremdwörter in die spanische Sprache seltener in ihrer ursprünglichen Form übernommen, zum größeren Teil folgt man der Regel, das Wort in Spanisch so zu schreiben, dass die ursprüngliche Aussprache im Spanischen weitestgehend erhalten bleibt.
Zur besseren Unterscheidung der beiden Spiele hat sich auch im Englischen die spanische Bezeichnung „Pádel“ neben „Paddle-Tennis“ etabliert.
Die Federación Española de Pádel (FEP) erstellte 2014 ein Backronym für Promoción de Actividades Deportivas, Educativas y Lúdicas (deutsch:Förderung von Sport-, Bildungs- und Freizeitaktivitäten).

## Besonderheiten von Padel
Besonders ist die Einbeziehung der die Spielzone umgebenden Wände oder Zäune und deren Abstand zum eigentlichen Spielfeld. Die einschließende Umrandung beim Padel besteht aus festem Material, wie etwa Zäune und Kunststoffglaswänden. Die Glaswände werden ganz ins Spiel mit einbezogen und begrenzen das Spielfeld. Die Bälle haben innen weniger Druck, fliegen daher langsamer, springen weniger hoch und können um 1 mm größer als Tennisbälle sein. Gespielt werden sie von verschiedenen Typen von Padelschlägern.
Padel wird, im Gegensatz zu den meisten anderen Rückschlagspielen, fast ausschließlich im Doppel gespielt. Einige Padel-Clubs bieten dennoch zusätzlich zu den üblichen Doppelfeldern auch Einzelfelder zur Buchung an.

## Geschichte des Padels
Enrique Corcuera aus Mexiko wird als Begründer des Padels genannt. Ende der 1960er Jahre baute er, an der gegenüberliegenden Stirnseite eines kleinen an der Wand seines Hauses anliegenden Tennisfeldes, eine ca. drei Meter hohe Wand und schloss beide Spielfeldseiten mit einem Maschendrahtzaun ab. Es wurden wie beim Paddle-Tennis Schläger aus Holz verwendet, die in diesem Sport schon seit geraumer Zeit durch Schläger aus Kunststoffmaterialien verdrängt wurden.
Bei einem Besuch wurde sein Freund Alfonso Hohenlohe aus Spanien 1974 durch den Enthusiasmus von Enrique Corcuera für das neue Spiel begeistert. Er brachte es nicht nur mit zurück nach Spanien, sondern arbeitete auch weiter an Details des Regelwerks und des Spielfeldes. Schon bald darauf wurden die ersten beiden Spielfelder in Marbella gebaut. Das Spiel wurde in recht kurzer Zeit gut aufgenommen. Der Tennisspieler Manolo Santana begann Turniere zu organisieren und das Spiel bekannt zu machen. Padel breitete sich im Weiteren schnell an der gesamten Costa del Sol aus.
Nur ein Jahr später, 1975, begeisterte das Spiel Alfonso Hohenlohes argentinischen Freund Julio Menditeguy und die ihn begleitenden Spieler der argentinischen Polo-Mannschaft, die in Marbella zu Besuch waren. Sie nahmen die Idee mit nach Argentinien, wo Padel einen ungeahnten Erfolg hatte und zum zweitbeliebtesten Sport des Landes wurde.
Padel breitete sich weiterhin in Süd- und Mittelamerika mit verschieden starkem Erfolg aus und erreichte auch die USA und Kanada. Am stärksten hat sich Padel in den Ländern Spanien, Argentinien und Brasilien entwickelt. In den 1990er Jahren waren Spanien, Frankreich, Italien, Österreich und Belgien, später auch die Schweiz, die europäischen Länder, die an den Welt- und Europameisterschaften teilnahmen.
Seit 2020 gibt es eine Padel-Bundesliga, organisiert vom DPV (Deutscher Padel Verband). Seit Januar 2023 wird die German Padel Tour mit Turnieren in fünf NRW-Städten ausgetragen und beim Sportkanal Spontent live übertragen.

## Verbreitung
Weltweit spielen nach Angaben des Dachverbands International Padel Federation mehr als 30 Millionen Menschen Padel, davon mehr als 600.000 in 87 nationalen Verbänden.
Spanien führt die Statistik mit 5,5 Millionen Amateur-Padelspielern an, gefolgt von
- Italien 1,5 Millionen
- Argentinien 1,4 Millionen
- Mexiko 1 Million
- Chile 1 Million
- Brasilien 700.000 Spieler
- Deutschland folgt auf Rang 12 mit 350.000 Spielern.
- Österreich und die Schweiz liegen mit jeweils 90.000 Spielern auf den hinteren Plätzen.[30]

### Deutschland
Bundesweit gibt es mehr als 270 Standorte mit Padel-Plätzen, häufig angesiedelt auf bestehenden Tennisplätzen. Die meisten Standorte gibt es mit 90 in Nordrhein-Westfalen. In Deutschland sind die Padelspieler im Deutschen Padel Verband (DPV) organisiert.

### Österreich
Über 25 Standorte mit Padel-Plätzen gibt es in Österreich. Die meisten davon in der Bundeshauptstadt. 2020 gab es in Wien nur acht Padel-Courts und 2023 waren es bereits 108. In der Bundeshauptstadt gab es 20.000 bis 30.000 Spieler. In Österreich sind die Padelspieler in der Austrian Padel Union (APU) organisiert.

### Schweiz
In der Schweiz sind die Padelspieler im Schweizer Padel Verband organisiert.

## Internationale Wettbewerbe

### Pro Turniere
Seit 2006 existierte die Padel Pro Tour, welche von den drei Organisationen Torneos Profesionales de Pádel, der Asociación de Jugadores Profesionales de Pádel (AJPP) und der Asociación Femenina Española de Pádel (AFEP) getragen wurde. Die Padel Pro Tour Wettbewerbe fanden damals hauptsächlich in Spanien statt. Im Jahr 2013 etablierten die gleichen Organisationen die World Padel Tour als Nachfolgewettbewerb der Padel Pro Tour. Seit 2023 organisiert der internationale Padel-Verband International Padel Federation die Premier Padel Tour, welche als globaler Wettbewerb konzipiert ist, innerhalb dessen Turniere in einer Reihe unterschiedlicher Länder stattfinden, wobei die meisten der 22 Turniere im Jahr 2025 in Spanien (6 Turniere), Südamerika (5 Turniere) und auf der arabischen Halbinsel sowie Ägypten (4 Turniere) angesetzt wurden. Die Aufnahme des arabischen Raums in den Spielplan der Premier Padel Tour ist dem Sponsoring des katarischen Staates zu verdanken, der 2023 die Übernahme der World Padel Tour erklärte und seither die Premier Padel Tour finanziert.
Die Turniere der Premier Padel Tour finden in der Regel zwischen Februar und Dezember eines Jahres statt, wobei im August in der Regel keine Turniere beginnen. Das letzte Turnier des Jahres sind die Barcelona Finals, bei denen die 16 besten Herren- und Damendoppel des jeweiligen Jahres zum Saisonfinale antreten.
Im Rahmen der Premier Padel Tour gibt es vier unterschiedliche Turnierklassen, die sich ähnlich der Klassifikation von Profi-Tennisturnieren nach der Zahl der beim jeweiligen Turnier zu gewinnenden Weltranglistenpunkte, der Anzahl der teilnehmenden Teams und dem zu gewinnenden Preisgeld unterscheiden:
- Major-Turniere: 48 Männerteams, 40 Frauenteams, die siegreichen Teams erhalten je 2.000 Weltranglistenpunkte
- P1-Turniere: 40 Männerteams, 28 Frauenteams, die siegreichen Teams erhalten je 1.000 Weltranglistenpunkte
- P2-Turniere: 28 Männerteams, 24 Frauenteams, die siegreichen Teams erhalten erhält je 600 Weltranglistenpunkte
- Finals: 16 Männerteams, 16 Frauenteams, die siegreichen Teams erhalten je 1.500 Weltranglistenpunkte.

Bei den Finals erhalten nur die siegreichen Teams überhaupt Weltranglistenpunkte, bei allen anderen Turnieren steigert sich die Anzahl der gewonnenen Weltranglistenpunkte mit jeder Runde, die ein Team siegreich übersteht.
Die Spiele der Premier Padel Tour werden auf dem Youtube-Kanal von Premier Padel (bis einschließlich Achtelfinale) sowie bei Red Bull TV (ab Viertelfinale) via Internet gestreamt, dabei werden alle Spiele eines Platzes mit spanischem und auch mit englischem Kommentar angeboten.
Als zweite Liga neben der Premier Padel Tour wurde ebenfalls 2023 die FIP Tour für die zweite Garde der professionellen Padel-Spieler und -Spielerinnen etabliert. Hier wurden für das Jahr 2025 insgesamt 164 Turniere angesetzt, die überall auf der Welt stattfinden.
Ähnlich wie bei der Premier Padel Tour wird auch hier die Wertigkeit der Turniere unterschieden:
- FIP Platinum Turniere: die siegreichen Teams erhalten je 300 Weltranglistenpunkte
- FIP Gold Turniere: die siegreichen Teams erhalten je 150 Weltranglistenpunkte
- FIP Silver Turniere: die siegreichen Teams erhalten je 80 Weltranglistenpunkte
- FIP Bronze Turniere: die siegreichen Teams erhalten je 40 Weltranglistenpunkte
- FIP Finals: die siegreichen Teams erhalten je 225 Weltranglistenpunkte

Auch bei der FIP Tour gibt es bei den Finals nur für die siegreichen Teams Weltranglistenpunkte; bei allen anderen Turnieren der FIP Tour hängt die Zahl der gewonnenen Weltranglistenpunkte von der jeweils erreichten Turnierrunde ab.

### Weltmeisterschaften
Zusätzlich zu den professionellen Padelturnieren finden seit 1992 alle zwei Jahre die Padel-Weltmeisterschaften der Männer und Frauen statt. Ausnahmen waren dabei die Männer-WM 2018 in Paraguay, bei der die Finalisten aufgrund organisatorischer Probleme nicht angetreten sind, sowie die Corona-Pandemie-bedingte Verschiebung der Weltmeisterschaften 2020 auf das Jahr 2021. Bei der WM werden zunächst Gruppenspiele ausgetragen, die jeweils siegreichen Teams kämpfen anschließend in einer KO-Phase um den Weltmeistertitel. Dabei treten pro Begegnung jeweils drei Doppelpaarungen der jeweiligen Länder gegeneinander an, das siegreiche Land muss entsprechend mindestens zwei der drei Doppel gewinnen.
Bei den Padel-Weltmeisterschaften zeigt sich, analog der Padel-Weltrangliste, die enorme Dominanz der spanischen und argentinischen Teams. Seit dem Beginn des Weltmeisterschaftsformats haben sowohl bei den Damen, als auch bei den Herren, stets nur Teams der beiden Länder den Weltmeistertitel gewinnen können. Zudem lautete die Finalpaarung in 14 der 16 ausgetragenen Wettbewerbe bei den Männer Spanien gegen Argentinien, bei den Frauen kam es in 16 der 17 ausgetragenen Finals zur Begegnung der beiden dominierenden Padel-Nationen der Welt.

## Das Padel-Spiel

### Padelschläger und -bälle

#### Schläger
Die Schläger sind solide ohne Bespannung. Die Konstruktion besteht zumeist aus Schaumstoff als Kern mit einer stabilen glatten Kunststoffhaut verschiedener Stärke, die bei höherwertigen Schlägern oft auch mit Kohlenstofffasern in mehr oder weniger großen Anteilen verstärkt ist. Preise für Schläger beginnen bei ca. 20 Euro und reichen bis zu 400 Euro.

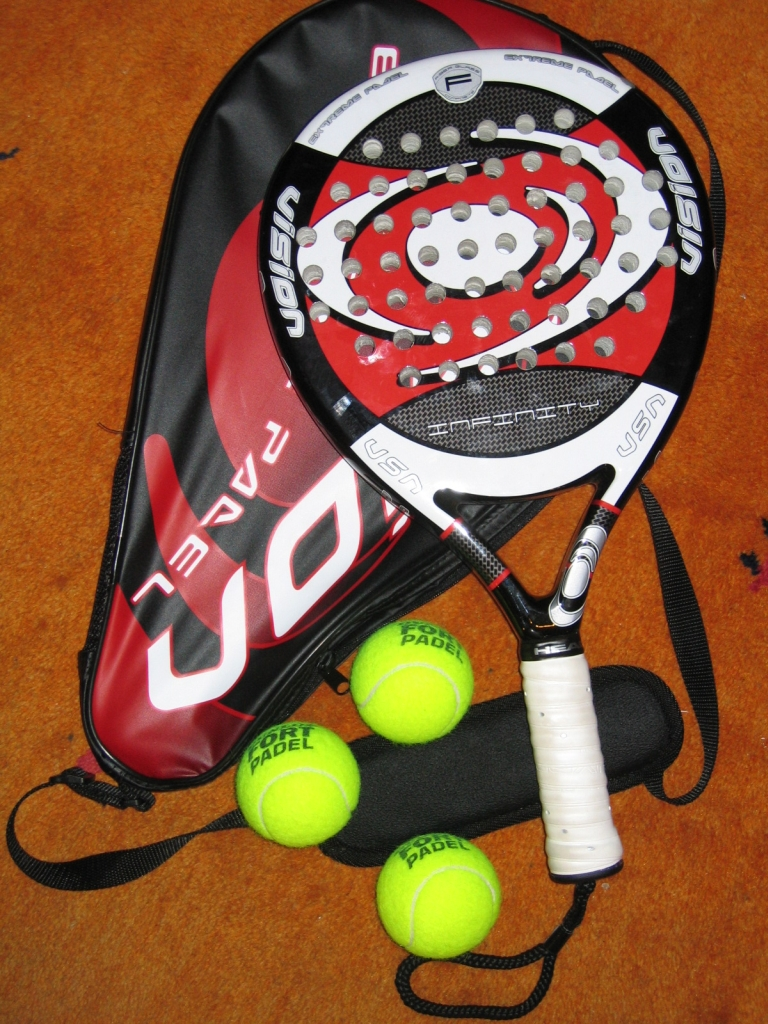
Padel-Schläger und Bälle

Einige Tennisschlägerhersteller bieten auch Padel-Schläger an, des Weiteren gibt es jüngere Firmen, die mit diesem Sport und seinem Erfolg gewachsen sind.
Die Schläger müssen die Maximalmaße von 45,5 cm in der Länge, 26 cm in der Breite sowie 38 mm Stärke einhalten. Die Schlagfläche sollte eine Länge von 30 cm und eine Breite von 26 cm nicht überschreiten. Generell sollte sie plan sein, die Oberflächenstruktur im Speziellen kann glatt oder aufgeraut sein.
Im Bereich der zentralen Schlagfläche kann der Schläger eine nicht limitierte Anzahl von Löchern mit einem Durchmesser zwischen 9 und 13 mm haben. Im Randbereich von 4 cm, gemessen von der Umrandung aus, können Löcher von einfacher runder oder länglicher Form mit größeren als den vorab genannten Maßen in der Konstruktion verwendet werden, mit dem Vorbehalt, dass sie normales Spiel erlauben.
Der Rahmen und Griff sollten frei von Erweiterungen sein, solange es sich nicht um konstruktive Maßnahmen handelt, die in vernünftigen Maßen gehalten, der Verbesserung der Abnutzung, Verringerung der Vibrationen und Verbesserung der Gewichtsverteilung dienen.
Am Griffende muss zur Verhütung von Unfällen ein Riemen oder eine Kordel für das Handgelenk angebracht sein, deren maximale Länge sollte 35 cm sein (falls das Herumrutschen des Riemens, bzw. der Kordel stört, hilft Abkleben mit Klebeband, um dadurch die eigentliche Schlaufe etwas zu verkleinern).
Je nach Spielweise (von defensiv und kontrolliert bis aggressiv und mehr Geschwindigkeit) gibt es verschiedene Padelschläger:
| Bild                                                       | Schlägerform  | Eigenschaften |
| ---------------------------------------------------------- | ------------- | --- |
| Dieser Padelschläger ist ohne Griff rund                   | Rund          | Runde Schläger haben einen großen Bereich um einfach, genau und eher scharf zu schlagen. Die Belastung für das Handgelenk ist klein und dieser Schläger ist besonders für Beginner zu empfehlen. |
| Dieser Padelschläger hat ohne Griff eine Wassertropfenform | Wassertropfen | Für Fortgeschrittene wird dieser Schläger empfohlen. Er ist nicht so einfach zu spielen wie die runde Form, aber einfacher als die diamantene. Die Schläge sind mittelstark.                     |
| Padelschläger mit Diamantform: Oben ist er fast gerade     | Diamant       | Der Ball muss genau getroffen werden und ist dann besonders schnell. Man benötigt eine gute Technik, um sicher zu punkten. Die Gelenke werden mehr belastet.                                     |

Die Schläger haben unterschiedliche Gewichte:
- schwerer Schläger: mehr Kraft bzw. höhere Geschwindigkeit
- leichter Schläger: bessere Kontrolle[48]

#### Bälle
Die Bälle haben die gleiche Größe wie Tennisbälle, aber einen etwas geringeren Luftdruck, so dass sie etwas langsamer sind. Die Bälle sind somit kaum von Tennisbällen zu unterscheiden. Die bekannten Tennisausstatter haben zumeist auch Padel-Bälle im Angebot.
Die Produzenten zeigen meist an, dass die Bälle von der FEP (Federación Española de Pádel) anerkannt sind, da diese in offiziellen Wettbewerben verwendet werden können.
Der Ball aus Gummi soll eine gleichmäßige Kugelform besitzen und eine einheitliche Farbe haben, entweder Gelb oder Weiß. Der Durchmesser sollte im Mittel zwischen 6,35 und 6,67 cm liegen und sein Gewicht zwischen 56,0 und 59,4 Gramm. Er sollte, fallengelassen aus einer Höhe von 2,54 m, beim Abspringen von einer harten Oberfläche wieder eine Höhe von 135 bis 145 cm erreichen. Der Innendruck des Balles sollte zwischen 4,6 und 5,2 kg pro 2,54 cm² liegen. Wenn in größeren Höhen ab 1.290 Metern über dem Meeresspiegel gespielt wird, sollte der verwendete Ball eine Absprunghöhe von mehr als 121,92 cm und weniger als 135 cm erreichen.

### Spielfeld

#### Spielfeld
Die relativ kleinen Abmessungen des Spielfeldes und die haltbaren Materialien, die bei der Konstruktion eingesetzt werden können, machen eine relativ günstige Konstruktion auch in Städten auf kleinem Raum möglich. In Madrid findet man zum Beispiel in vielen Wohnsiedlungen Spielfelder und die allermeisten Sportzentren der Kommune sowie kommerzielle Fitness- bzw. Sportcenter bieten Padel-Felder zum Mieten an.
Der Grundriss des Spielfeldes ist ein Rechteck von 20 auf 10 Metern mit einer Toleranz von 0,5 %.
An den Stirnseiten schließen eine Mauer oder eine Glaswand das Spielfeld U-förmig ein, wobei die Begrenzung an den Stirnseiten sowie die ersten beiden Meter an den Längsseiten entlang eine Höhe von drei Metern hat und sich die Höhe für die weiteren zwei Meter der Begrenzung entlang des Spielfeldrandes auf zwei Meter verringert. Das Material der Spielwände sollte ein gleichförmiges Abprallen des Balles ermöglichen, da dieser Teil der Spielfeldumrandung zur Spielfläche gehört.
Die freigebliebenen Teile der Spielfeldseiten werden mit Maschendrahtzaun oder Drahtgitter mit einer Mindesthöhe von drei Metern geschlossen. Des Weiteren wird auf den Begrenzungen, die eine Höhe von drei Metern haben, ebenfalls ein Maschendrahtzaun oder Drahtgitter von ein Meter Höhe angebracht. In einer zweiten Variante können die Zäune der Spielfeldumrandung auch einheitlich rundherum mit einer Höhe von 4 Metern abschließen (siehe Zeichnungen).

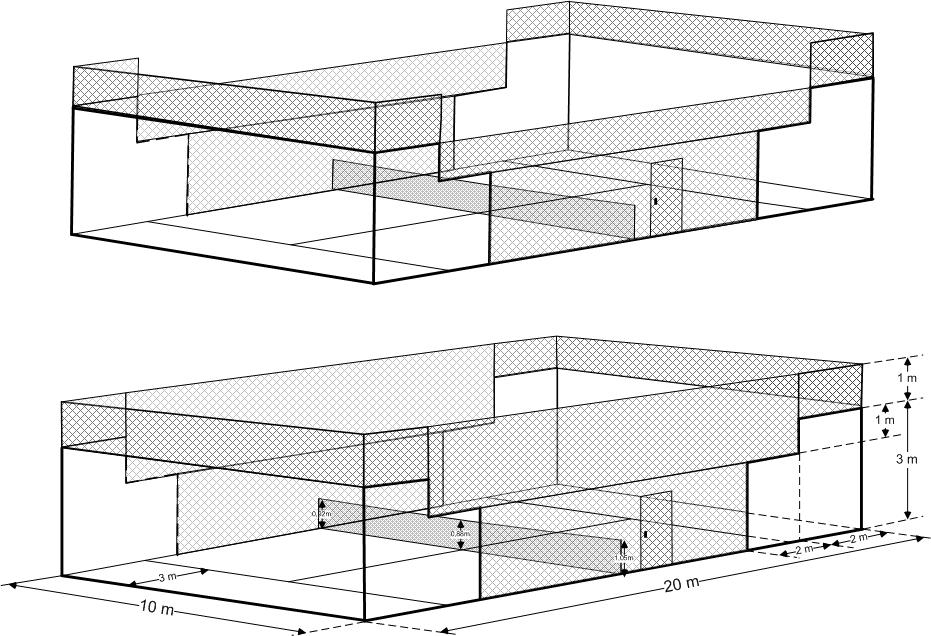
Padel-Spielfeld

Zumindest bei größeren Turnieren werden die Begrenzungen der Spielfelder durch Kunststoffglas gebildet, womit man Zuschauern rund um das Spielfeld herum Plätze zum Zuschauen anbieten kann. Türen für den Zutritt werden in der Mitte der Spielfeldseiten eingebaut, wobei verschiedene Varianten im Rahmen der Regeln möglich sind. Die Türgriffe im Spielfeldraum sollten eingelassen sein, um Verletzungen vorzubeugen.

#### Netz
Das zehn Meter lange Netz teilt das Spielfeld mittig in der Länge, d. h. die Mittellinie auf der Netzoberkante hat einen Abstand von 10 Metern zu den beiden Stirnseiten. Die Höhe des Netzes im Zentrum des Spielfeldes sollte 0,88 Meter und an den Pfosten am Spielfeldrand maximal 0,92 Meter betragen. Die Pfosten selber sollten eine maximale Höhe von 1,05 Metern nicht überschreiten.

#### Spielfeldmarkierungen
Die Markierungslinien sollten eine Breite von 5 cm haben. Die Aufschlagslinien werden parallel zu Netz und Stirnseite in einem Abstand von drei Metern von der selbigen und einem Abstand von 6,95 Metern vom Netz aufgebracht. Die entstandene Fläche zwischen den Aufschlagslinien und dem Netz wird mit einer weiteren Linie parallel zu den Seitenbegrenzungen in die vier Aufschlagsfelder geteilt.

#### Spielfeldboden
Die Spielfeldoberfläche kann aus porösem Beton, Zement, künstlichem Rasen oder aus einem synthetischen teppichähnlichen Belag bestehen. Die Farbe des Spielfeldbelags sollte Grün, Blau oder Erdbraun sein.

#### Padelschuh

Padelschuh

Die Anforderungen an den Padelschuh weichen vom Tennisschuh ab. Beim Padel muss die Sohle die spezifischen Richtungswechsel, Dreh- und Rutschbewegungen unterstützen, die für Padel charakteristisch sind.

### Regeln
Die im Folgenden aufgezählten Regeln stellen nur einen Auszug aus dem gesamten Regelwerk dar.

#### Aufschlag, Seitenwahl, Seiten- und Spielfeldwechsel
- Der Gewinner des Losentscheids kann zwischen dem Aufschlagsrecht und der Spielfeldseite wählen. Der Aufschlag darf nur hinter der Aufschlaglinie ausgeführt werden, d. h. aus dem drei Meter breiten Feld zwischen der Stirnwand und der Aufschlaglinie. Der Aufschlag muss dabei als Unterhandschlag erfolgen, das heißt, der Ball muss erst aus der Hand auf den Boden fallengelassen und dann unterhalb der Hüfte getroffen werden. Dabei darf außerdem weder das Aufschlagfeld noch die Aufschlaglinie mit den Füßen berührt werden und außer normalen notwendigen kleinen Bewegungen mit den Füßen ist weder Gehen, Laufen noch Springen erlaubt.
- Nach dem Aufschlag muss der Ball in dem schräg gegenüberliegenden gegnerischen Aufschlagfeld aufspringen, ohne vorher im Feld der aufschlagenden Mannschaft den Boden beziehungsweise die Netzkante zu berühren. Nach dem Abspringen darf der Ball nicht den Spielfeldrand bildenden Zaun berühren, sehr wohl aber die Wände. Zu den am schwierigsten anzunehmenden Aufschlägen zählen die Bälle, die in der äußersten Ecke des Aufschlagsfeld aufkommen und dann recht flach weiter an die Seitenwand prallen.
- Auf Spielfeldern, bei denen konstruktionsbedingt die Ecke der Seitenwand durch den versetzt angebrachten Zaun übersteht, bestehen beim Aufschlag zwei Möglichkeiten, wenn der Ball genau auf diese Ecke trifft. Entweder springt der Ball in Richtung des annehmenden Spielers ab und es wird daraufhin normal weitergespielt. Oder aber er springt wieder zurück in Richtung der aufschlagenden Mannschaft; in diesem Fall ist der Aufschlag ungültig und wird ohne Verlust als erster bzw. zweiter Aufschlag wiederholt.
- Die Mannschaft mit Aufschlagrecht wechselt nach jedem Aufschlag die Seiten in ihrem Spielfeld, so dass der Aufschlag stets einmal von der rechten und anschließend von der linken Seite ausgeführt wird.
- Aufschläge, die das Netz berühren, aber danach korrekt im richtigen Aufschlagfeld aufkommen, müssen wiederholt werden.
- Beide Mannschaften wechseln die Spielseiten, wenn die Summe der Spiele eine ungerade Zahl erreicht. Falls dieser Wechsel einmal vergessen wurde, sollte das sofort beim Bemerken korrigiert werden. Die maximale Ruhezeit beim Wechsel der Spielseiten ist 90 Sekunden.

#### Aufschlag und Ballwechsel
- Zwei misslungene Aufschläge hintereinander („Doppelfehler“) bedeuten den Verlust des Punktes.
- Das Misslingen des Aufschlags in seiner Ausführung, wie zum Beispiel das Verfehlen des Balles, führt genauso wie das fehlerhafte Treffen des Balles zu einem Punktverlust.
- Kommt der Ball nicht im korrekten schräg gegenüberliegenden Aufschlagfeld auf, führt dies zum Punktverlust.
- Trifft der Ball im korrekten Aufschlagfeld auf, springt dann aber an den Zaun, so gilt dies als Aufschlagfehler. Beim Aufschlag hat dies einen Punktgewinn für die nicht aufschlagende Mannschaft zur Folge, sofern es sich um den zweiten Aufschlag der aufschlagenden Mannschaft handelt. Im weiteren Spielverlauf nach dem Aufschlag gewinnt die den Schlag ausführende Mannschaft den Punkt, sofern das gegnerische Team den Ball nach der Berührung des Zauns nicht retournieren kann.
- Wenn zwischen dem Ende des vorgehenden Ballwechsels und dem nächsten Aufschlag mehr als 25 Sekunden vergehen, führt dies zu einem Punktverlust für das aufschlagende Team.
- Der Ball muss nach jedem Schlag zunächst den Boden auf der gegnerischen Spielfeldseite berühren, ehe er die Rückwand oder den Zaun berührt. Dies gilt auch, sofern der Ball zuvor die Netzkante berührt hat.
- Der Ball darf maximal einmal den Boden auf einer Spielfeldseite berühren. Kann der Ball nicht vor dem zweiten Bodenkontakt auf derselben Seite retourniert werden, ist dies ein Punktgewinn für die Mannschaft, die den Ball geschlagen hatte.
- Das Treffen des Mitspielers führt ebenfalls zum Punktverlust.
- Das Netz und die Netzpfosten dürfen während eines Spiels weder mit dem Schläger noch von den Spielern inklusive getragener Kleidung berührt werden.
- Volleyschläge von Bällen, die das Netz noch nicht überquert haben, sind ungültig.

#### Reihenfolge der Rückgabe
- Die Mannschaft, die den Aufschlag erwidert, muss einen ihrer Spieler bestimmen, der die ersten Aufschläge jedes Spieles eines Satzes bis ans Ende desjenigen erwidert. Danach kann dies neu entschieden werden.
- Die Erwiderung des Aufschlags wird von den Spielern der nicht aufschlagenden Mannschaft abwechselnd gespielt. Diese Reihenfolge darf während des Satzes nicht gewechselt werden. Den Aufschlagseitenwechsel führt nur die aufschlagende Mannschaft nach jedem Aufschlag durch. Der zweite Aufschlag nach einem Fehler im ersten wird stets von der gleichen Aufschlagsseite wie der erste Aufschlag ausgeführt.
- Falls die Reihenfolge durcheinander kommt, wird diese inkorrekte Reihenfolge in dem Spiel, in dem der Fehler passiert oder der Fehler bemerkt wird, weiter eingehalten und im darauffolgenden Spiel wieder die ursprüngliche für diesen Satz ausgemachte Reihenfolge eingehalten.

#### Aufschlagwiederholung
- Wenn der Ball das Netz beim Aufschlag berührt und danach im korrekten Aufschlagfeld landet und nicht vor dem zweiten Aufkommen im gegnerischen Feld den Zaun berührt.
- Wenn der Ball nach dem Berühren des Netzes oder der Netzpfosten, falls diese ins Spielfeld ragen, einen gegnerischen Spieler berührt, einschließlich der Gegenstände die dieser trägt, wie etwa seine Mütze oder den Schläger.
- Wenn einer der gegnerischen Spieler nicht bereit war.
- Falls das Netz beim wiederholten zweiten Aufschlag auch berührt wird, hat der aufschlagende Spieler nur einen weiteren Versuch.

#### Zählweise
Die Zählweise ist bis auf eine Ausnahme komplett identisch zum Tennis.
Die Punktfolge lautet 15, 30, 40 und mit dem vierten Punkt ist das Spiel gewonnen, wenn dies mit zwei Punkten Vorsprung geschieht. Ab dem dritten Punkt, also 40, wird bei Gleichstand nur noch „Vorteil“ und „Gleichstand“ genannt. Diejenige Mannschaft, die bei Vorteil einen weiteren Punktgewinn erzielt, gewinnt das Spiel. Einen Satz gewinnt die Mannschaft, die zuerst sechs Spiele mit einem Vorteil von zwei Spielen gewinnt. Bei einem Gleichstand von fünf Spielen muss also bis sieben zu fünf gespielt werden. Falls es zum Gleichstand von sechs Spielen kommt, wird wie im Tennis ein Tie-Break gespielt, wenn dies vorher ausgemacht wurde. Andernfalls wird so lange gespielt, bis eine Mannschaft einen Vorteil von zwei gewonnenen Spielen erreicht hat.
Im Tie-Break schlägt die Mannschaft und der Spieler auf, der dies auch bei normaler Fortsetzung des Spiels getan hätte. Der erste Spieler hat dabei nur einen Aufschlag, danach wechselt das Aufschlagrecht zwischen den beiden Teams nach jeweils zwei gespielten Punkten. Den Tie-Break gewinnt die Mannschaft, die zuerst sieben Punkte mit zwei Punkten Vorteil bzw. bei höheren Punktzahlen als sieben, einen Vorteil von zwei Punkten erspielt. Die Mannschaften tauschen im Tie-Break nach jeweils sechs gespielten Punkten die Spielfeldseite.
Der Golden Point ist eine Regeländerung im Padel, die von der World Padel Tour eingeführt wurde, um die Dynamik und Spannung des Spiels zu erhöhen. Bei Einstand (40:40) wird statt des traditionellen Vorteils nur ein einziger, entscheidender Punkt gespielt. Das empfangende Doppel hat die Wahl, ob der Aufschlag auf der linken oder rechten Seite des Spielfelds erfolgen soll. Diese Regel, die erstmals 2020 implementiert wurde, stellt eine bedeutende Veränderung in der Punktevergabe des professionellen Padel-Spiels dar und trägt dazu bei, das Spiel für die Zuschauer attraktiver zu gestalten. Analog gibt es im Tennis seit 2006 die No-Ad-Regel in den meisten Wettbewerben im Doppel, bei der dieselben Regeln gelten.

### Padel-Vokabular
Der Großteil des Padel-Vokabulars stammt aus Spanien aufgrund der dortigen Popularität des Sports. Mit dem rasanten Wachstum im Nahen Osten und in Afrika werden dem Padel-Vokabular jedoch immer mehr Wörter hinzugefügt:
- spanisch bandeja [banˈde.xa] (wörtliche Übersetzung: „Tablett“): Ein Überkopfschlag, der mit Spin statt Kraft in den hinteren Teil des Spielfelds geschlagen wird.
- spanisch víbora [ˈbi.β̞o.ɾa] (wörtliche Übersetzung: „Viper“): Ähnlich wie die bandeja, aber mit mehr Kraft und Spin, typischerweise schräg nach unten geschlagen.
- spanisch bajada [baˈxa.ð̞a]: Wenn ein Ball hoch von der Wand abprallt und mit einem Überkopfschlag heruntergeholt wird.
- spanisch chiquita [ʧiˈki.ta]: Ähnlich einem Stoppball.
- spanisch salida [saˈli.ð̞a] (wörtliche Übersetzung: „Ausgang“): Ein Spieler rennt vom Feld, um einen Ball zu retten, der von der Wand abgeprallt und aus dem 20 × 10 Meter großen Feld herausgesprungen ist.
- spanisch cadete [kaˈðe.te]: Ein Schlag hinter dem Rücken.
- spanisch boast [bəʊst]: Ein Schlag, der gegen die Rück- oder Seitenwand geschlagen wird.